# کاراتال (شهرستان بایماکسکی، باشقیرستان)
کاراتال (به لاتین: Karatal) یک منطقهٔ مسکونی در روسیه است که در باشقیرستان واقع شده‌است.